# Gran Premio del Giappone 2024
Il Gran Premio del Giappone 2024 è stata la quarta prova della stagione 2024 del campionato mondiale di Formula 1. La gara è stata corsa domenica 7 aprile sul circuito di Suzuka ed è stata vinta dall'olandese Max Verstappen su Red Bull Racing-Honda RBPT, al cinquantasettesimo successo in carriera; Verstappen ha preceduto all'arrivo il suo compagno di squadra, il messicano Sergio Pérez, e lo spagnolo Carlos Sainz Jr. su Ferrari.
Per Max Verstappen è il tredicesimo hat trick (pole position, giro veloce e vittoria), dopo il Gran Premio del Bahrein, in carriera in Formula 1. All'intero weekend di gara hanno assistito 229 000 spettatori, all'epoca il dato più alto per numero di presenze sul circuito di Suzuka dall'edizione del 2006, caratterizzata da una presenza record di 361 000 spettatori.

## Vigilia

### Aspetti tecnici
Per questo Gran Premio la Pirelli, fornitore unico degli pneumatici, offre, alla luce delle caratteristiche tecniche del circuito, la scelta tra gomme di mescola C1, C2 e C3, le mescole più dure della gamma del genere di coperture messe a disposizione dall'azienda italiana. Fin dall'edizione 2019 del Gran Premio, l'azienda ha sempre stabilito la stessa tipologia di pneumatici per quest'appuntamento. Essa viene stabilita per la seconda volta in stagione dopo quanto già deciso nel Gran Premio del Bahrein, gara inaugurale del campionato. Alla vigilia del precedente Gran Premio d'Australia, la Pirelli nomina allo stesso tempo la scelta dei pneumatici per i successivi Gran Premi di Cina e Miami.
La Federazione stabilisce la tradizionale zona in cui i piloti possono attivare il Drag Reduction System, ovvero quella posta lungo il rettilineo principale dei box. Il detection point, ovvero il punto per la determinazione del distacco tra i piloti, necessario per consentire l'uso del dispositivo, è posizionato dopo la curva 15. Nell'edizione del 2022 il detection point fu spostato da prima della curva 16 a dopo la curva 15. Fin dall'introduzione del dispositivo mobile in Formula 1, durante la stagione 2011, il circuito di Suzuka è uno dei pochi tracciati comprendente di una sola zona per l'utilizzo del dispositivo mobile, stabilita, come nelle altre piste, sempre sul rettilineo di partenza. Alla vigilia dell'edizione del 2018 alcuni piloti spinsero per l'introduzione di una seconda zona DRS stabilita nel terzo settore della pista, tra la curva 14 e la curva 16, che avrebbe incluso la curva 15, nota come 130R, affrontata ad ampie velocità. Per questioni legate alla sicurezza, la Federazione rigettò l'idea.
Rispetto all'edizione del 2023, il circuito è oggetto di alcune modifiche. Nuove recinzioni per detriti vengono installate sul lato destro alla curve 7, 9, 11 e 15. La barriera di protezione composta da pneumatici sul lato sinistro all'uscita della curva 12 è stata rinnovata. L'erba artificiale sul lato sinistro tra le curve 16 e 17 è stata rimossa.
La Federazione rende noto che al termine della gara del precedente Gran Premio d'Australia, tra le prime dieci vetture classificate è stata sorteggiata la McLaren di Lando Norris per le verifiche tecniche. Le ispezioni hanno riguardato tutto il sistema completo della frizione. Tutti i componenti ispezionati sono risultati essere conformi al regolamento tecnico.
Prima della prima sessione di prove libere del venerdì, sulla vettura di Sergio Pérez, Lewis Hamilton, Esteban Ocon e Yuki Tsunoda viene installata la seconda unità relativa al motore a combustione interna, al turbocompressore, all'MGU-H e all'MGU-K. Sulla vettura di Ocon e Pierre Gasly viene installata la seconda unità relativa all'unità di controllo elettronico. Sulla vettura di Pérez e Tsunoda viene installata la terza unità relativa all'impianto di scarico, mentre sulla vettura di Hamilton, Charles Leclerc, Carlos Sainz Jr., Ocon e Gasly la seconda unità dello stesso componente. Tutti i piloti non sono penalizzati sulla griglia di partenza in quanto i nuovi componenti installati rientrano tra quelli utilizzabili nel numero massimo stabilito dal regolamento tecnico. Sulla vettura di George Russell e Hamilton viene installata la seconda scatola del cambio e la seconda trasmissione. Entrambi i piloti della Mercedes non sono penalizzati sulla griglia di partenza in quanto i nuovi componenti installati rientrano tra quelli utilizzabili nel numero massimo stabilito dal regolamento tecnico.

### Aspetti sportivi
Il Gran Premio rappresenta il quarto appuntamento stagionale a distanza di due settimane dalla disputa del Gran Premio d'Australia, terza gara del campionato. Dopo la disputa della prova nell'emisfero australe, il mondiale è di nuovo in Asia per la seconda volta in stagione dalla disputa del Gran Premio d'Arabia Saudita. Il Gran Premio del Giappone è la prima di due prove totali calendarizzate nel mese di aprile. L'appuntamento viene disputato in questo mese per la prima volta dal debutto della gara nel calendario del campionato mondiale. Esso coincide con il picco della stagione dei fiori di ciliegio (Sakura) tra la fine di marzo e l'inizio di aprile. Le motivazioni per cui l'evento sia stato posizionato ad aprile sono da ricercarsi nel tentativo della Federazione di regionalizzare i vari eventi e di rendere più sostenibile la logistica. La gara giapponese è infatti posizionata tra il precedente Gran Premio d'Australia e il successivo Gran Premio di Cina, rendendo possibili tre gare consecutive nell'area dell'Oceano Pacifico. Il mondiale disputa una gara sulla tipologia di tracciato permanente per la prima volta dal Gran Premio d'Arabia Saudita. Il contratto per l'inserimento della gara nel calendario mondiale, sempre sul circuito di Suzuka, è stato rinnovato nel mese di febbraio fino alla stagione 2029. Il Gran Premio è sponsorizzato, per la prima volta, dalla compagnia di navigazione svizzera MSC Cruises. La gara si svolge come da programma nonostante il terremoto che ha colpito la costa orientale di Taiwan alcuni giorni prima. A questa edizione assistono 229 000 spettatori nel corso del weekend di gara, il dato più alto fin dall'edizione del 2006, caratterizzata da una presenza record di 361 000 spettatori.
Presente nel calendario del campionato mondiale di Formula 1 fin dalla stagione 1976 e valido quale prova della categoria dallo stesso anno, il Gran Premio del Giappone vede la disputa della sua quarantanovesima edizione, la trentottesima valida per il mondiale. Fino alla stagione 1994, anno dell'introduzione del Gran Premio del Pacifico nel calendario del campionato mondiale, la gara giapponese fu l'unica a ospitare un Gran Premio di Formula 1 nel continente asiatico. Il circuito di Suzuka, sede della gara a partire dall'edizione del 1987, è il tracciato ad aver ospitato il maggior numero di edizioni della corsa, su tre principali configurazioni. La prima utilizzata dall'edizione inaugurale del 1987 fino all'edizione del 2002, la seconda in uso dalla disputa dell'edizione 2003 fino a quella del 2008, con modifiche alla curva 15, nota come 130R, e alla chicane delle curve 16 e 17, e la terza utilizzata dall'edizione del 2009, quando il circuito tornò a far parte del calendario del campionato mondiale per la prima volta dal 2006. Esso è, tra tutti i circuiti utilizzati, l'unico caratterizzato da un layout con una configurazione a otto, comprendente di un sottopassaggio e conseguente cavalcavia. L'unica diversa località sede della gara è stato il circuito del Fuji, nelle vicinanze di Yokohama, protagonista di quattro edizioni del Gran Premio, nel 1976 e nel 1977 e nel 2007 e nel 2008. Quest'ultime due edizioni furono corse su una diversa configurazione della pista, dopo una profonda rinnovazione dell'impianto. Nella stagione 2009 i due circuiti di proprietà di due case automobilistiche nipponiche rivali tra loro, Toyota e Honda, annunciarono che avrebbero organizzato la gara ad anni alterni. Sempre nello stesso anno la Toyota rinunciò a ospitare la Formula 1 sul circuito del Fuji, aprendo le porte al circuito di Suzuka come sede della gara fin da quella stagione. Prima del rinnovo del contratto per disputare l'evento a Suzuka, Osaka fu candidata quale nuova sede della gara su un circuito cittadino, a partire dal 2025.
Il Gran Premio del Giappone non è stato disputato tra il 1978 e il 1986, prima di ritornare l'anno successivo sulla nuova sede ridisegnata della pista di Suzuka, e nel 2020 e 2021 a causa delle problematiche dettate dalla pandemia di COVID-19. La gara venne inserita nel calendario per il 1978, spostata però al 16 aprile, prima di essere definitivamente cancellata. Il Gran Premio, programmato per il 7 aprile della stagione 1985, fu annullato poiché la ricostruzione di alcune sezioni della pista di Suzuka richiedevano troppo tempo. Nel 2020 la gara vide il suo annullamento in quanto la Federazione fu costretta ad annullare diverse tappe per via dell'emergenza sanitaria, senza essere sostituita, non venendo compresa nel calendario della stagione per la prima volta dalla stagione 1986. L'anno successivo il Gran Premio fu annullato per la seconda stagione consecutiva, sempre per via della pandemia, rientrando tra i pochi Gran Premi a essere annullati per due stagioni consecutive, anche in questo caso senza essere rimpiazzato da un altro Gran Premio, a differenza di numerosi altri. Nell'edizione del 1987, la prima corsa sul circuito di Suzuka, la sessione di prove libere fu disputata, eccezionalmente, nella giornata del giovedì. Nelle edizioni del 2004 e 2009, a causa di un tifone, tutte le sessioni nella giornata del sabato furono cancellate. Le qualifiche si disputarono alla domenica mattina. Nelle edizioni del 2010 e 2019, l'ultima disputata, a causa di forte pioggia, le qualifiche furono spostate alla domenica mattina. L'edizione del 2022 ha rappresentato il Gran Premio corso con la media oraria più bassa di sempre nella storia della Formula 1, con 53,582 km/h. Il Giappone ha ospitato due edizioni del soppresso Gran Premio del Pacifico, nel 1994 e nel 1995, di cui la prima nello stesso mese di aprile, sul circuito internazionale di Okayama. In queste due stagioni il Paese ospitò due gare sul proprio territorio, per la prima volta, oltre a quello omonimo.
La gara giapponese, quando è stata calanderizzato nella parte conclusiva del campionato,  è stato oggetto in passato di diverse assegnazioni sia del titolo piloti, per tredici volte, che di quello costruttori, per nove volte. Il britannico James Hunt vinse il titolo piloti, sul circuito del Fuji, nell'edizione del 1976, seguito dal brasiliano Nelson Piquet, che trionfò in quella del 1987, dal connazionale Ayrton Senna, vincitore del mondiale piloti nelle edizioni 1988, 1990 e 1991, dal francese Alain Prost, nell'edizione del 1989, dal britannico Damon Hill, trionfante nella corsa del 1996, dal finlandese Mika Häkkinen, vincitore del titolo piloti nelle edizioni del 1998 e del 1999, dal tedesco Michael Schumacher, cui ottenne il mondiale nelle edizioni del 2000 e del 2003, dal connazionale Sebastian Vettel, campione del mondo nell'edizione del 2011, e dall'attuale detentore Verstappen nell'edizione del 2022, dove ottenne il secondo titolo. Tutte le vittorie sono state appannaggio di quando il Gran Premio del Giappone fu l'ultima o la penultima gara della stagione, con l'eccezione dei trionfi di Vettel, arrivato quando la gara giapponese fu la quindicesima prova di diciannove della stagione, e di Verstappen, quando la corsa fu la diciottesima su ventidue totali. La McLaren vinse il titolo costruttori per due volte, nel 1990 e nel 1998, seguita dalla Benetton nel 1995, dalla Williams nel 1997, dalla Ferrari e dalla Mercedes, anch'esse per due volte, nel 1999 e 2003 per la scuderia di Maranello, e nel 2016 e 2019 per la scuderia tedesca, e dalla Red Bull Racing, nell'edizione precedente.
Michael Schumacher è il pilota di maggior successo nel Gran Premio del Giappone, con sei vittorie. Il tedesco vinse l'edizione del 1995 con la Benetton, seguita dai successi nel 1997, dal 2000 al 2002, e nel 2004 con la Ferrari. Il pilota britannico della Mercedes, Lewis Hamilton, in caso di successo, eguagliarebbe Schumacher. Hamilton vinse l'edizione del 2007 con la McLaren, seguita dai trionfi nel 2014, 2015, 2017 e 2018, tutti con la Mercedes. Schumacher, inoltre, ha ottenuto due ulteriori vittorie in Giappone, vincendo entrambe le edizioni del soppresso Gran Premio del Pacifico, nel 1994 e nel 1995, con la Benetton. Hamilton è uno dei quattro piloti della griglia attuale a trionfare in questo appuntamento: il pilota spagnolo dell'Aston Martin, Fernando Alonso, vinse nel 2006 e Gran Premio del Giappone 2008, il finlandese della Sauber, Valtteri Bottas, nel 2019, mentre il campione del mondo della Red Bull Racing, l'olandese Max Verstappen, trionfante nelle ultime due edizioni. La McLaren detiene il maggior numero di successi nella gara giapponese, con nove. La scuderia di Woking è a parimerito con la Ferrari per numero di trionfi sul circuito di Suzuka, con sette, davanti alla Mercedes e alla Red Bull Racing, entrambe a quota sei. Il pilota in pole position ha vinto diciassette delle trentatré volte in cui si è corso a Suzuka, con quello partito secondo vincente undici volte. Kimi Räikkönen è l'unico pilota ad aver vinto partendo da una posizione di qualificazione oltre le prime tre file dello schieramento, nel 2005, in cui partì diciassettesimo. L'australiano Oscar Piastri della McLaren, quinto in classifica piloti, ottenne il primo podio in carriera nell'edizione precedente, nonché la prima qualificazione in prima fila, partendo secondo.
Il pilota statunitense della Williams, Logan Sargeant, prende parte all'intero weekend di gara. Nel precedente Gran Premio d'Australia, il compagno di scuderia, il thailandese Alexander Albon, fu protagonista di un incidente durante la prima sessione di prove libere. Il costruttore britannico, non disponendo di un telaio di riserva, non fu in grado di riparare in tempo quello danneggiato. Per il resto del weekend, la Williams decise di affidare ad Albon la vettura del compagno di scuderia, che quindi fu costretto a saltare il resto del Gran Premio. Il pilota locale della Super Formula, Ayumu Iwasa, e membro del Red Bull Junior Team, prende parte alla prima sessione di prove libere del venerdì per la RB, sostituendo Daniel Ricciardo, con il numero 40. Per Iwasa si tratta del debutto ufficiale in una sessione della massima categoria. La scuderia italiana segue quanto previsto nel regolamento sportivo valevole dal 2022, in cui tutte le squadre iscritte al campionato hanno l'obbligo di schierare, durante le sessioni di prove libere, almeno due piloti giovani che non abbiano corso in più di due Gran Premi, in due occasioni, uno su ciascuna vettura. La McLaren corre con una speciale livrea secondo la campagna Driven by Change, che ritorna per la sua quarta stagione nella massima categoria. Dopo la disputa del Gran Premio, nella giornata del martedì e del mercoledì la scuderia elvetica Sauber e la RB svolgono dei test sugli pneumatici per sviluppare costruzioni e mescole per la prossima stagione.
L'ex pilota di Formula 1 Enrique Bernoldi è nominato commissario aggiunto. Il brasiliano ha svolto in passato, in diverse occasioni, tale funzione, l'ultima nell'edizione precedente della gara. È la casa automobilistica tedesca Mercedes a fornire la safety car e la medical car, per l'ultima volta fornitrice delle vetture nel Gran Premio del Bahrein, gara inaugurale della stagione.

## Prove

### Resoconto
La prima sessione di prove libere vede il dominio della Red Bull Racing, con Verstappen che precede Pérez per 181 millesimi. Il tempo dell'olandese è di oltre un secondo e mezzo più veloce del miglior tempo dell'edizione 2023. L'unico pilota che è stato capace di avvicinarsi al tempo del campione del mondo è Sainz Jr., due decimi più lento. La Ferrari è risultata particolarmente competitiva nel mini long run, quando, con gomme hard, è stata più veloce delle vetture della scuderia austriaca. Alle spalle dei primi tre si sono classificate le due Mercedes, che però non hanno impressionato nella simulazione di gara. La sessione è stata interrotta, quando mancavano dodici minuti al suo termine, senza più essere ripresa, per un'uscita di pista di Logan Sargeant, alla curva 7. Il pilota statunitense ha colpito le barriere, dopo un testacoda.
L'Aston Martin è stata sanzionata di 100 euro da parte della Federazione in quanto il pilota canadese Lance Stroll ha superato il limite di velocità stabilito dentro la corsia dei box.
La seconda sessione del venerdì è praticamente ininfluente, a causa della leggera pioggia che rende troppo pericoloso l'utilizzo delle gomme slick, ma che non bagna a sufficienza la pista, per consentire l'uso delle gomme da bagnato intermedio. Solo tredici piloti sono scesi in pista, e solo cinque hanno chiuso con un giro cronometrato, coi tempi colti con pista più asciutta. Il migliore è stato Oscar Piastri, che ha preceduto Hamilton, che aveva abortito un tentativo con gomme medie a inizio sessione, e Leclerc.
Durante le prime due sessioni di prove libere del venerdì, Fernando Alonso e Alexander Albon utilizzano l'assemblaggio di una trasmissione al di fuori dell'allocazione prevista secondo il regolamento tecnico. Entrambi i piloti non sono penalizzati sulla griglia di partenza in quanto tale operazione rientra tra quelle effettuabili nel numero massimo consentito dal regolamento tecnico.
Nella notte tra il venerdì e il sabato, l'Aston Martin utilizza uno dei due coprifuochi concessi durante la stagione per effettuare le operazioni sulle proprie vetture. La scuderia britannica non riceve sanzioni.
Prima dell'inizio della terza sessione di prove libere, sulla vettura di Pierre Gasly viene installata la seconda unità relativa al motore a combustione interna, al turbocompressore, all'MGU-H, all'MGU-K e al sistema di recupero dell'energia, e la terza unità relativa all'impianto di scarico. Il pilota francese dell'Alpine non è penalizzato sulla griglia di partenza in quanto i nuovi componenti installati rientrano tra quelli utilizzabili nel numero massimo stabilito dal regolamento tecnico. Sulla vettura di Charles Leclerc, Logan Sargeant, Valtteri Bottas e Nico Hülkenberg viene installata la seconda scatola del cambio e la seconda trasmissione. Tutti i piloti non sono penalizzati sulla griglia di partenza in quanto i nuovi componenti installati rientrano tra quelli utilizzabili nel numero massimo stabilito dal regolamento tecnico.
Anche la sessione del sabato vede al comando il duo della Red Bull Racing. Max Verstappen precede, anche questa volta, Sergio Pérez. Il campione del mondo si è comunque lamentato del sottosterzo della sua monoposto. Alle loro spalle si sono posizionate le due Mercedes, con Russell terzo, e ultimo, pilota a chiudere un giro in meno di novanta secondi. Sono più staccate le Ferrari: Sainz Jr. ha il settimo tempo, mentre Leclerc non va oltre la decima posizione. Le vetture italiane hanno, però, dimostrato ottima competitività nella simulazione di gara.

### Risultati
Nella prima sessione del venerdì si è avuta questa situazione:
| Pos | Nº | Pilota           | Costruttore                | Tempo    | Gap    | Giri |
| --- | -- | ---------------- | -------------------------- | -------- | ------ | ---- |
| 1   | 1  | Max Verstappen   | Red Bull Racing-Honda RBPT | 1'30"056 |        | 18   |
| 2   | 11 | Sergio Pérez     | Red Bull Racing-Honda RBPT | 1'30"237 | +0"181 | 18   |
| 3   | 55 | Carlos Sainz Jr. | Ferrari                    | 1'30"269 | +0"213 | 20   |

Nella seconda sessione del venerdì si è avuta questa situazione:
| Pos | Nº | Pilota          | Costruttore      | Tempo    | Gap    | Giri |
| --- | -- | --------------- | ---------------- | -------- | ------ | ---- |
| 1   | 81 | Oscar Piastri   | McLaren-Mercedes | 1'34"725 |        | 7    |
| 2   | 44 | Lewis Hamilton  | Mercedes         | 1'35"226 | +0"501 | 6    |
| 3   | 16 | Charles Leclerc | Ferrari          | 1'38"760 | +4"035 | 4    |

Nella sessione del sabato si è avuta questa situazione:
| Pos | Nº | Pilota         | Costruttore                | Tempo    | Gap    | Giri |
| --- | -- | -------------- | -------------------------- | -------- | ------ | ---- |
| 1   | 1  | Max Verstappen | Red Bull Racing-Honda RBPT | 1'29"563 |        | 23   |
| 2   | 11 | Sergio Pérez   | Red Bull Racing-Honda RBPT | 1'29"832 | +0"269 | 25   |
| 3   | 63 | George Russell | Mercedes                   | 1'29"918 | +0"355 | 24   |

## Qualifiche

### Resoconto
Kevin Magnussen è il primo pilota a chiudere un giro, nella sessione di qualifica. La Mercedes manda in pista entrambi i suoi piloti, con George Russell che stringe Piastri contro il muretto; l'australiano evita, comunque, l'impatto. Tra i piloti di punta il primo a porsi in vetta è Pérez (1'29"303), ma è Verstappen a portare il limite a 1'28"866, l'unico suo giro della Q1. Leclerc è terzo, staccato di un secondo, prima di essere preceduto anche da Sainz Jr. e Hamilton. Anche Russell è capace di fare meglio del monegasco, ma nessuno sembra potersi avvicinare al tempo del campione del mondo. L'unico che sembra impensierirlo è Alonso, che chiude a 0"388. Leclerc, sceso al decimo posto, rientra in pista: dopo uno scadente primo settore, coglie il miglior rilievo nel secondo, e chiude col quarto tempo. Tra i piloti in battaglia per il passaggio del turno Esteban Ocon prende il decimo tempo; meglio fa Ricciardo, che è nono. Yuki Tsunoda progredisce al dodicesimo posto, mentre Bottas sale all'ottavo. Non passano il taglio Stroll, Gasly, Magnussen, Sargeant e Zhou.
Nella successiva fase Sergio Pérez marca il tempo di riferimento (1'28"752); questa volta Verstappen ha bisogno di un miglior terzo settore per battere il tempo del suo compagno di scuderia (1'28"740). Oscar Piastri prende, per poco, il terzo tempo, prima di cedere la posizione ad Alonso. È quinto Lewis Hamilton, ma staccato di un secondo da Verstappen. Tocca, in seguito, a Norris portarsi alle spalle delle Red Bull Racing. Il britannico, che ha il miglior parziale nel primo settore, resta a due decimi da Verstappen. Russell chiude settimo, Hülkenberg nono, davanti a Ocon. Non sono particolarmente veloci le Ferrari: Leclerc è sesto, prima che Sainz Jr. chiude quinto. Progredisce bene Hamilton, terzo, a meno di due decimi dal miglior tempo. George Russell è settimo, a quattro decimi. Ricciardo chiude decimo, mentre Alexander Albon è dodicesimo. Sale decimo Tsunoda, riuscendo a passare alla fase finale. Vengono esclusi, dalla Q3, Ricciardo, Hülkenberg, Bottas, Albon e Ocon.
Nella terza fase tocca a Hamilton segnare il primo crono (1'28"766); peggio chiude Russell (1'29"008). Verstappen si conferma il più veloce (1'28"240), davanti a Pérez, staccato di più di tre decimi. Fernando Alonso è quarto, mentre Sainz Jr. è capace di salire al terzo posto, alle spalle delle Red Bull Racing. Piastri chiude quarto, mentre Norris, confermando di essere il più rapido nel primo settore, sale al secondo posto. Leclerc, con un solo treno di gomme morbide, opta per un solo tentativo rapido, entrando in pista quando gli altri piloti si stanno preparando per il secondo loro tentativo, fermi ai box. Il ferrarista, pur essendo il più veloce del secondo settore, è solo settimo. Pérez segna un eccellente primo settore ma Verstappen fa anche meglio, di un decimo. Il messicano prosegue, fa il miglior tempo del secondo settore, e si pone davanti a Verstappen, prima però di compiere un errore nel terzo settore, e chiudere a ventitré millesimi da Verstappen. Lo stesso è invece capace di migliorarsi ancora, e confermare la pole position.
Max Verstappen conquista la trentaseiesima pole position in carriera, la quarta in stagione, nonché consecutiva. Per il campione del mondo è la terza partenza al palo nel Gran Premio del Giappone, nonché consecutiva. Per la Red Bull Racing è la novantanovesima partenza in prima posizione della storia, la quarta del campionato, nonché consecutiva, l'ottava generale in questo appuntamento, di cui le ultime tre consecutive. Pérez è secondo, per l'undicesima prima fila in carriera. Il messicano non si qualificava in prima fila dal Gran Premio di Miami 2023, escludendo la prima fila ottenuta nel Gran Premio del Belgio 2023 per una penalità di Verstappen. Pérez si trova tra i primi tre qualificati per la prima volta in dodici partecipazioni a Suzuka. Terzo è Norris per la seconda edizione consecutiva della gara, e dopo la stessa posizione di partenza del precedente Gran Premio d'Australia.
Sainz Jr. si è qualificato quarto e ha vinto la gara nelle ultime due occasioni in cui ha fatto meglio del suo compagno di squadra in qualifica. La quarta posizione è la posizione di partenza più bassa del campionato per lo spagnolo. Alonso è quinto per la miglior posizione di partenza a Suzuka negli ultimi dieci campionati. Piastri è sesto, anche se il suo tempo in Q3 è stato di 0"698 secondi più veloce rispetto allo scorso anno, quando partì dalla prima fila. Hamilton ha conquistato il settimo posto, il suo miglior piazzamento di partenza della stagione, e per la seconda edizione consecutiva della gara parte dalla stessa piazza. Leclerc si è qualificato ottavo, la sua peggiore partenza a Suzuka come pilota Ferrari. Il monegasco si era qualificato tra i primi quattro in ogni gara del campionato fino a questo appuntamento. La nona posizione di Russell è il peggior risultato in qualifica in stagione. Tsunoda raggiunge il Q3 per la terza gara consecutiva, nonché la seconda di fila nel Gran Premio di casa. L'ultima volta che il giapponese ottenne tre presenze consecutive in Q3 fu nelle ultime tre gare del 2021. L'undicesima posizione è la miglior partenza in stagione per Ricciardo, la stessa posizione di partenza quando ha gareggiato per l'ultima volta nella gara giapponese nel 2022. Per Hülkenberg la dodicesima piazza è la posizione di partenza più alta a Suzuka dal 2017. Bottas è tredicesimo, ed eguaglia la sua prestazione nel precedente Gran Premio d'Australia e la miglior partenza in stagione della Sauber. Albon è quattordicesimo per la sua peggior partenza dell'anno, mentre Ocon quindicesimo. Il francese non è eliminato in Q1 per la seconda gara di fila, mentre il suo compagno di squadra Gasly è stato eliminato nella prima fase in tutte le qualifiche fin qui disputate. Stroll è eliminato in Q1 per la terza edizione di fila, mentre Magnussen per la prima volta in stagione. Sargeant non è ancora riuscito a qualificarsi alla Q2 in questa stagione, mentre Zhou è il pilota più lento in qualifica per la terza gara di fila.
Per Verstappen è la quinta pole position generale consecutiva. Egli eguaglia il record personale del maggior numero di partenze in prima posizione consecutive, ottenute tra il Gran Premio di Monaco e il Gran Premio di Gran Bretagna della scorsa stagione. L'olandese è il primo pilota a ottenere le prime quattro pole position del campionato da Hamilton nella stagione 2015, nonché tre partenze di fila in prima posizione sul circuito di Suzuka da Nico Rosberg dal 2014 al 2016. Verstappen è in pole position per soli 0"066, rispetto ai 0"581 dell'edizione precedente. È il distacco minore della stagione tra i primi due qualificati. Per la Red Bull Racing è la ventisettesima doppietta in qualifica, ma solo la terza nelle ultime sei stagioni dopo il Gran Premio di Abu Dhabi 2022 e il Gran Premio del Bahrein 2023. In questo appuntamento, il costruttore austriaco aveva siglato la doppietta nelle prove ufficiali anche nelle edizioni 2010, 2012 e 2013, dove in tutti e tre i casi la scuderia si è laureata campione del mondo piloti e costruttori. È la sedicesima prima fila per un costruttore in trentaquattro Gran Premi corsi a Suzuka. Verstappen non è affiancato in prima fila da un pilota della Ferrari per la prima volta dal Gran Premio del Qatar 2023. Il vincitore del Gran Premio a Suzuka è partito oltre la prima fila solamente per tre volte nelle ultime trentatré gare.
Al termine delle qualifiche, Oscar Piastri e George Russell vengono convocati dai commissari sportivi in quanto il pilota britannico è stato fatto uscire dai box al sopraggiungere di quello australiano nella corsia della pit lane, durante la Q1. La Mercedes viene sanzionata di 5 000 euro da parte della Federazione.
È stato cancellato un tempo dai commissari sportivi per non aver rispettato i limiti della pista, durante le qualifiche. Se l'è visto cancellare Nico Hülkenberg (alla curva 13). Alexander Albon non riceve sanzioni da parte dei commissari sportivi, per non aver rispettato le istruzioni stabilite dalla direzione gara. Il pilota thailandese della Williams superato il tempo limite di un minuto e 53 secondi valevole tra la seconda linea della safety car e la prima di essa, durante il quarto giro in Q1.

### Risultati
Nella sessione di qualifica si è avuta questa situazione:
| Pos                         | Nº | Pilota           | Costruttore                  | Q1       | Q2       | Q3       | Griglia |
| --------------------------- | -- | ---------------- | ---------------------------- | -------- | -------- | -------- | ------- |
| 1                           | 1  | Max Verstappen   | Red Bull Racing-Honda RBPT   | 1'28"866 | 1'28"740 | 1'28"197 | 1       |
| 2                           | 11 | Sergio Pérez     | Red Bull Racing-Honda RBPT   | 1'29"303 | 1'28"752 | 1'28"263 | 2       |
| 3                           | 4  | Lando Norris     | McLaren-Mercedes             | 1'29"536 | 1'28"940 | 1'28"489 | 3       |
| 4                           | 55 | Carlos Sainz Jr. | Ferrari                      | 1'29"513 | 1'29"099 | 1'28"682 | 4       |
| 5                           | 14 | Fernando Alonso  | Aston Martin Aramco-Mercedes | 1'29"254 | 1'29"082 | 1'28"686 | 5       |
| 6                           | 81 | Oscar Piastri    | McLaren-Mercedes             | 1'29"425 | 1'29"148 | 1'28"760 | 6       |
| 7                           | 44 | Lewis Hamilton   | Mercedes                     | 1'29"661 | 1'28"887 | 1'28"766 | 7       |
| 8                           | 16 | Charles Leclerc  | Ferrari                      | 1'29"338 | 1'29"196 | 1'28"786 | 8       |
| 9                           | 63 | George Russell   | Mercedes                     | 1'29"799 | 1'29"140 | 1'29"008 | 9       |
| 10                          | 22 | Yuki Tsunoda     | RB-Honda RBPT                | 1'29"775 | 1'29"417 | 1'29"413 | 10      |
| 11                          | 3  | Daniel Ricciardo | RB-Honda RBPT                | 1'29"727 | 1'29"472 | N.D.     | 11      |
| 12                          | 27 | Nico Hülkenberg  | Haas-Ferrari                 | 1'29"821 | 1'29"494 | N.D.     | 12      |
| 13                          | 77 | Valtteri Bottas  | Kick Sauber-Ferrari          | 1'29"602 | 1'29"593 | N.D.     | 13      |
| 14                          | 23 | Alexander Albon  | Williams-Mercedes            | 1'29"963 | 1'29"714 | N.D.     | 14      |
| 15                          | 31 | Esteban Ocon     | Alpine-Renault               | 1'29"811 | 1'29"816 | N.D.     | 15      |
| 16                          | 18 | Lance Stroll     | Aston Martin Aramco-Mercedes | 1'30"024 | N.D.     | N.D.     | 16      |
| 17                          | 10 | Pierre Gasly     | Alpine-Renault               | 1'30"119 | N.D.     | N.D.     | 17      |
| 18                          | 20 | Kevin Magnussen  | Haas-Ferrari                 | 1'30"131 | N.D.     | N.D.     | 18      |
| 19                          | 2  | Logan Sargeant   | Williams-Mercedes            | 1'30"139 | N.D.     | N.D.     | 19      |
| 20                          | 24 | Zhou Guanyu      | Kick Sauber-Ferrari          | 1'30"143 | N.D.     | N.D.     | 20      |
| Tempo limite 107%: 1'35"086 |    |                  |                              |          |          |          |         |

In grassetto sono indicate le migliori prestazioni in Q1, Q2 e Q3.

## Gara

### Resoconto
In partenza Verstappen mantiene il comando, seguito da Pérez. La gara viene però subito interrotta, con bandiera rossa, per un incidente che coinvolge Alexander Albon e Daniel Ricciardo. Le due vetture sono venute a contatto, finendo la loro corsa contro le protezioni. I piloti escono, comunque, incolumi dalle loro monoposto. La direzione di gara deve ripristinare le protezioni danneggiate dalle vetture, e ciò costringe a posticipare la nuova partenza.
La gara riprende dalla griglia di partenza e non dietro la safety car. Il duo della Red Bull Racing rimane al comando, seguiti da Norris, Sainz Jr., Alonso, Piastri e Hamilton. Il britannico è passato presto da Leclerc. Pérez, a causa di un piccolo errore alla curva 9, perde due secondi dal leader di gara. Le gomme medie sembrano non avere una buona durata: ciò costringe Norris alla sosta, già al dodicesimo giro; il giro successivo anche l'altro pilota della McLaren, Piastri, passa alle gomme hard. Nello stesso giro c'è un cambio di posizione tra le due Mercedes, con Russell, più veloce, che passa Hamilton.
Al sedicesimo giro si fermano Pérez e Sainz Jr., al diciassettesimo Verstappen. Si trova così al comando Charles Leclerc. Sainz Jr. passa Hamilton per il sesto posto. Leclerc resiste al comando solo fino al ventunesimo giro. Il giro dopo Sainz Jr. ha la meglio anche sull'altro pilota Mercedes, Russell. Le due vetture tedesche si fermano tra il ventitreesimo e il ventiquattresimo giro. Leclerc, dopo un errore di guida, viene passato anche da Sergio Pérez. Il monegasco attende il ventisettesimo giro per il cambio gomme; la sua scelta di effettuare già la seconda sosta coincide con quella di Lando Norris. La classifica vede sempre al comando Verstappen, che precede Pérez di 10"3, Sainz Jr. di 23"3, Alonso di 27", Piastri di 33"4. Seguono, poi, Leclerc e Norris. Il monegasco scala di una posizione quando, al trentatreesimo passaggio, anche Piastri è fermo per la seconda sosta.
Pérez e Alonso si fermano al giro successivo, mentre Max Verstappen al trentacinquesimo giro. Nello stesso giro Pérez riprende la posizione a Norris. Lo spagnolo della Ferrari rimane al comando fino alla sua seconda sosta, che viene programmata dopo 37 giri di gara. Verstappen guida con 7"5 su Pérez, 10"5 su Leclerc, 12"7 su Norris. Seguono le due Mercedes, poi Sainz Jr. e Alonso. Le due Mercedes si fermano tra il trentottesimo e quarantesimo giro. Tra il quarantaquattresimo e il quarantaseiesimo giro Carlos Sainz Jr. supera prima Norris, poi Leclerc. Lo spagnolo segna anche il giro veloce, che poi gli sarà strappato da Verstappen al cinquantesimo giro, e riesce a limare lo svantaggio su Pérez. Norris si avvicina a Leclerc, che ha fatto un solo cambio gomme, mentre, più dietro, c'è un contatto tra Russell e Piastri, in lotta per la settima piazza. I due si avvicinano anche a Fernando Alonso, sesto. All'ultimo giro George Russell supera Piastri.
Max Verstappen vince il cinquantasettesimo Gran Premio in carriera, la terza vittoria in stagione, la prima da quella ottenuta nel Gran Premio d'Arabia Saudita. Per il tre volte campione del mondo è il terzo successo nel Gran Premio del Giappone, di cui le ultime tre edizioni consecutive. Per la Red Bull Racing è la terza vittoria in stagione, la prima da quella ottenuta in Arabia Saudita, il settimo successo complessivo in questo appuntamento, nonché gli ultimi tre consecutivi, e la centosedicesima vittoria della propria storia. Il costruttore austriaco segna la terza doppietta in stagione, la prima da quella conquistata a Gedda, e la trentunesima della propria storia. Pérez, secondo e al terzo podio in stagione, termina in questa posizione dietro a Verstappen per la seconda volta negli ultimi tre Gran Premi del Giappone dopo l'edizione del 2022. Il messicano riottiene la seconda posizione in classifica piloti ai danni di Leclerc. Sainz Jr., terzo, ha la percentuale netta di podi da qualsiasi posizione è partito in stagione. Lo spagnolo ottiene il terzo podio del campionato dopo non averne conquistati nelle prime tredici gare della scorsa stagione.
Leclerc, quarto per la seconda edizione consecutiva della gara, non ha concluso oltre questa posizione in nessuna gara fin qui disputata in stagione. Norris chiude al quinto posto con la McLaren, concludendo con più di dieci secondi da Verstappen rispetto a quelli dell'anno scorso, quando arrivò secondo. Il britannico prende la quinta posizione in classifica generale ai danni del compagno di squadra Piastri. La sesta posizione è il miglior risultato per Alonso nella gara giapponese dall'edizione del 2013. Russell è settimo per la seconda edizione consecutiva, mentre Piastri, ottavo, ha ottenuto due quarti posti e due ottavi posti in stagione. Hamilton, nono, termina per la prima volta fuori dai primi cinque sul circuito di Suzuka dall'inizio dell'era turbo-ibrida nel 2014. Con la decima posizione, Tsunoda è il quinto pilota giapponese della storia a punti nel Gran Premio di casa dopo Aguri Suzuki, Satoru Nakajima, Takuma Sato e Kamui Kobayashi, il primo dall'edizione del 2012. Hülkenberg è classificato undicesimo, non riuscendo a ottenere punti per la terza gara consecutiva per una sola posizione. Bottas, quattordicesimo, eguaglia la sua miglior prestazione della stagione del precedente Gran Premio d'Australia. Albon è ritirato nel corso del primo giro; due dei quattro ritiri del thailandese in carriera durante il primo giro sono avvenuti in questa gara, l'altro verificatosi nell'edizione 2022.
Verstappen è il secondo pilota della storia con tre vittorie consecutive nel Gran Premio del Giappone dopo Michael Schumacher con i successi dal 2000 al 2002. Per l'olandese è il tredicesimo hat trick (pole position, giro veloce e vittoria), dopo il Gran Premio del Bahrein, in carriera in Formula 1. Il campione del mondo vince per la trentesima volta in carriera dopo essere partito dalla pole position, e diventa il quarto pilota della storia a raggiungere i 3 000 giri condotti in testa, dopo Hamilton, Schumacher e Sebastian Vettel. Il leader del campionato ottiene il centunesimo podio, a due lunghezze da Kimi Räikkönen, al sesto posto generale. La vittoria di Verstappen arriva a dieci anni di distanza dalla sua prima apparizione in un weekend di gara della massima categoria nell'edizione del 2014 durante una sessione di prove libere con l'ex scuderia denominata Toro Rosso. La Red Bull Racing, al duecentosettantesimo podio, pareggia il numero dei successi della Ferrari in questo appuntamento, con sette, e segna la quarta doppietta nella gara giapponese dopo quelle ottenute nelle edizioni del 2010, 2013 e 2022. Il costruttore di Milton Keynes eguaglia sia la Ferrari che la McLaren con sette vittorie sul circuito di Suzuka, e con trentuno doppiette è a due lunghezze da quelle ottenute dalla Williams per il quarto posto di sempre.
I meccanici della Red Bull Racing stabiliscono il primato stagionale di tempo per una sosta ai box durante un pit stop di Verstappen, con 2"08. Il precedente record apparteneva sempre alla scuderia austriaca per una sosta ai box di Pérez con 2"10 nel precedente Gran Premio d'Australia. È stato il quarto più lento Gran Premio del Giappone della storia sul tempo della distanza di gara tra le due sedi di Suzuka e del Fuji, tra tutte le configurazioni utilizzate per entrambi i circuiti, corso alla media di 161,271 km/h, nonché il primo Gran Premio interrotto con bandiera rossa da quello di San Paolo del precedente campionato, e il quarto complessivo oggetto della bandiera rossa dopo le edizioni del 1994, 2014 e 2022. È stato inoltre il quinto Gran Premio del Giappone consecutivo in cui il margine del pilota vincitore dal secondo classificato è stato superiore ai dieci secondi. Il podio è lo stesso di quello del Gran Premio del Bahrein, gara inaugurale della stagione. Nelle ultime undici edizioni della gara, le vittorie sono state conquistate solo dalla Mercedes (6) e dalla Red Bull Racing (5). È stata la quarta gara del campionato oggetto di una doppietta da parte di un costruttore su altrettante disputate. Nessuna stagione prima di questa era mai iniziata con quattro doppiette consecutive che coinvolgevano più costruttori, tre per la Red Bull Racing e una per la Ferrari. Tre delle quattro gare di questo campionato hanno visto una doppietta della Red Bull Racing con una Ferrari classificata al terzo posto.
Sono stati cancellati dieci tempi dai commissari sportivi ai piloti per non aver rispettato i limiti della pista, durante la gara. Si sono visti cancellare il tempo tre volte Logan Sargeant (una volta alla curva 14 e due volte alla curva 9), due volte Oscar Piastri (entrambe le volte alla curva 17), una volta Sergio Pérez (alla curva 9), Lando Norris (alla curva 9), Charles Leclerc (alla curva 9), Carlos Sainz Jr. (alla curva 17) e Lewis Hamilton (alla curva 14).

### Risultati
I risultati del Gran Premio sono i seguenti:
| Pos | Nº | Pilota           | Costruttore                  | Giri | Tempo/Ritiro                | Griglia | Punti |
| --- | -- | ---------------- | ---------------------------- | ---- | --------------------------- | ------- | ----- |
| 1   | 1  | Max Verstappen   | Red Bull Racing-Honda RBPT   | 53   | 1h54'23"566                 | 1       | 26    |
| 2   | 11 | Sergio Pérez     | Red Bull Racing-Honda RBPT   | 53   | +12"535                     | 2       | 18    |
| 3   | 55 | Carlos Sainz Jr. | Ferrari                      | 53   | +20"866                     | 4       | 15    |
| 4   | 16 | Charles Leclerc  | Ferrari                      | 53   | +26"522                     | 8       | 12    |
| 5   | 4  | Lando Norris     | McLaren-Mercedes             | 53   | +29"700                     | 3       | 10    |
| 6   | 14 | Fernando Alonso  | Aston Martin Aramco-Mercedes | 53   | +44"272                     | 5       | 8     |
| 7   | 63 | George Russell   | Mercedes                     | 53   | +45"951                     | 9       | 6     |
| 8   | 81 | Oscar Piastri    | McLaren-Mercedes             | 53   | +47"525                     | 6       | 4     |
| 9   | 44 | Lewis Hamilton   | Mercedes                     | 53   | +48"626                     | 7       | 2     |
| 10  | 22 | Yuki Tsunoda     | RB-Honda RBPT                | 52   | +1 giro                     | 10      | 1     |
| 11  | 27 | Nico Hülkenberg  | Haas-Ferrari                 | 52   | +1 giro                     | 12      |       |
| 12  | 18 | Lance Stroll     | Aston Martin Aramco-Mercedes | 52   | +1 giro                     | 16      |       |
| 13  | 20 | Kevin Magnussen  | Haas-Ferrari                 | 52   | +1 giro                     | 18      |       |
| 14  | 77 | Valtteri Bottas  | Kick Sauber-Ferrari          | 52   | +1 giro                     | 13      |       |
| 15  | 31 | Esteban Ocon     | Alpine-Renault               | 52   | +1 giro                     | 15      |       |
| 16  | 10 | Pierre Gasly     | Alpine-Renault               | 52   | +1 giro                     | 17      |       |
| 17  | 2  | Logan Sargeant   | Williams-Mercedes            | 52   | +1 giro                     | 19      |       |
| Rit | 24 | Zhou Guanyu      | Kick Sauber-Ferrari          | 12   | Cambio                      | 20      |       |
| Rit | 3  | Daniel Ricciardo | RB-Honda RBPT                | 0    | Collisione con A. Albon     | 11      |       |
| Rit | 23 | Alexander Albon  | Williams-Mercedes            | 0    | Collisione con D. Ricciardo | 14      |       |

Max Verstappen riceve un punto addizionale per aver segnato il giro più veloce della gara.

## Classifiche mondiali

### Piloti
| Pos | Pilota           | Punti |
| --- | ---------------- | ----- |
| 1   | Max Verstappen   | 77    |
| 2   | Sergio Pérez     | 64    |
| 3   | Charles Leclerc  | 59    |
| 4   | Carlos Sainz Jr. | 55    |
| 5   | Lando Norris     | 37    |
| 6   | Oscar Piastri    | 32    |
| 7   | George Russell   | 24    |
| 8   | Fernando Alonso  | 24    |
| 9   | Lewis Hamilton   | 10    |
| 10  | Lance Stroll     | 9     |
| 11  | Yuki Tsunoda     | 7     |
| 12  | Oliver Bearman   | 6     |
| 13  | Nico Hülkenberg  | 3     |
| 14  | Kevin Magnussen  | 1     |

### Costruttori
| Pos | Costruttore                  | Punti |
| --- | ---------------------------- | ----- |
| 1   | Red Bull Racing-Honda RBPT   | 141   |
| 2   | Ferrari                      | 120   |
| 3   | McLaren-Mercedes             | 69    |
| 4   | Mercedes                     | 34    |
| 5   | Aston Martin Aramco-Mercedes | 33    |
| 6   | RB-Honda RBPT                | 7     |
| 7   | Haas-Ferrari                 | 4     |

## Decisioni della FIA
Al termine della gara, Alexander Albon e Daniel Ricciardo vengono convocati dai commissari sportivi a seguito dell'incidente tra i due piloti nel corso del primo giro in avvicinamento alla curva 3, il quale ha portato all'esposizione della bandiera rossa. Ricciardo non riceve sanzioni. Oscar Piastri e George Russell vengono convocati in quanto il pilota britannico ha costretto quello australiano fuori pista alla curva 17. Russell non riceve sanzioni. Lance Stroll non riceve sanzioni a seguito di una situazione di pericolo avvenuta nella corsia dei box che ha coinvolto Kevin Magnussen.